# بخش اگوا بلانکا
بخش اگوا بلانکا (به اسپانیایی: Agua Blanca District) یک سکونتگاه مسکونی در پرو است که در منطقه سن مارتین واقع شده است.

## خصوصیات
بخش اگوا بلانکا ۱۶۸٫۱۹ کیلومترمربع مساحت و ۲٬۵۲۰ نفر جمعیت دارد و ۳۰۰ متر بالاتر از سطح دریا واقع شده است.